# 엘사 스키아파렐리

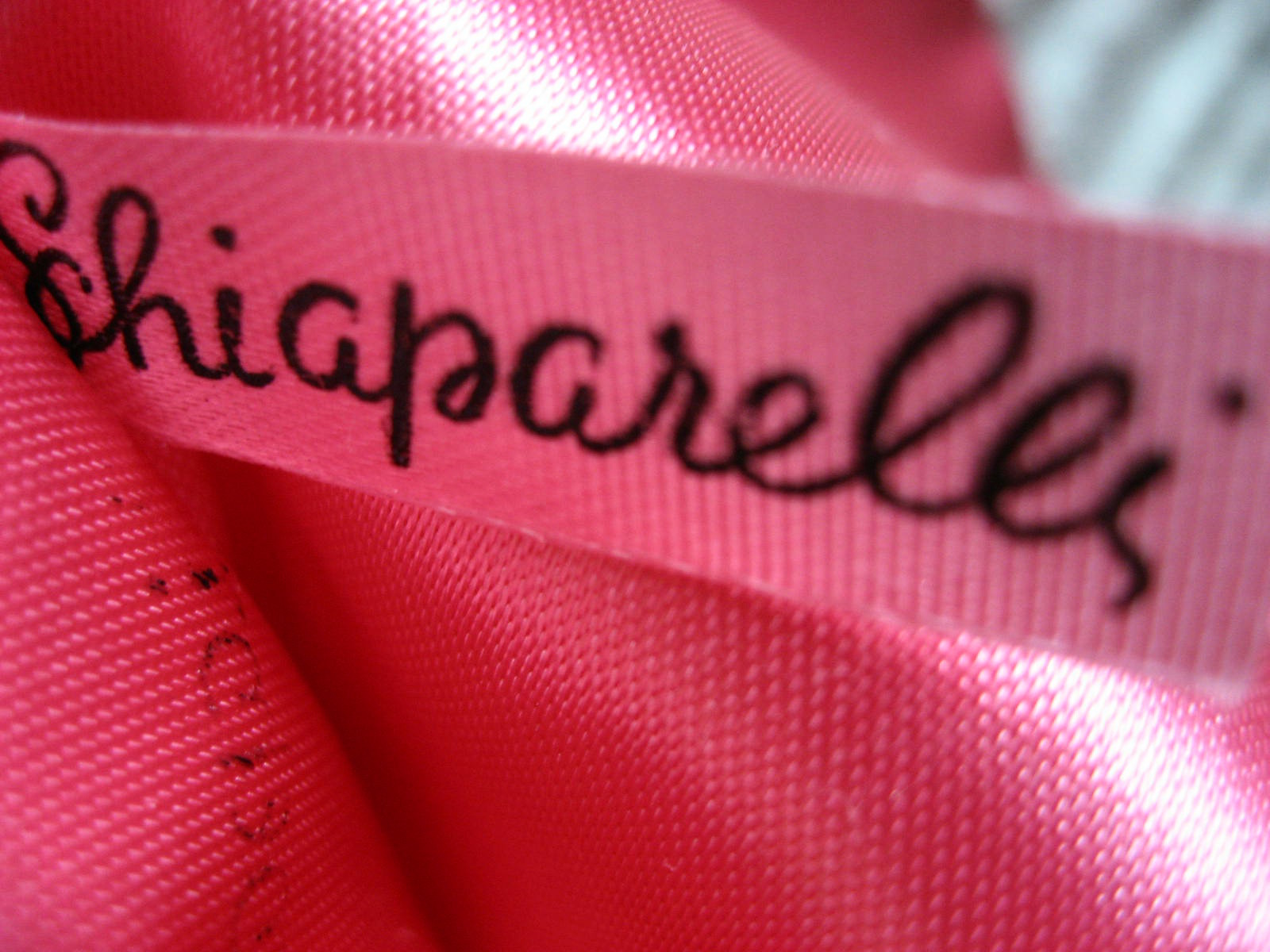

엘사 스키아파렐리(Elsa Schiaparelli, 1890년 9월 10일 ~ 1973년 11월 13일)는 이탈리아 출생으로 프랑스 파리에서 활동한 패션 디자이너이다. 유복한 가정에서 태어난 그녀는 젊은 시절 콘서트, 오페라 등 음악에 대한 글을 쓰기도 했으며, 그녀의 무한한 호기심과 상상력은 그녀가 세계적인 디자이너로 성공하게 되는 데 도움을 주었다. 후에 프랑스 백작과 결혼하여 미국에서 살았지만 이혼한 뒤, 1927년 파리로 이주했다.
1929년 미국 대공황의 영향으로 현실에 대한 도피 및 인간 심층의 무의식을 탐구하고자 하는 예술사조인 초현실주의가 유행하였고, 그녀의 패션 디자인도 초현실주의의 영향을 받았다. 주변에 존재하는 모든 사물에서 아이디어를 끌어냈고, 사물을 외관 그대로 표현하기 보다는 독창적인 시각으로 재해석하여 디자인했다. 살바도르 달리(Salvador Dali)나 자코메티(Alberto Giacometti), 꼭또(Cocteau) 등 초현실주의 예술가들과 교류하면서 아이디어를 얻어 패션에 접목시키기도 했다. 그녀의 고객으로는 미국의 배우 매 웨스트(Mae West)가 있었으며 그녀의 몸매를 본떠 엘사 스키아파렐리의 향수인 ‘쇼킹핑크’의 바틀을 만들기도 했다.
1933년에 파고다 슬리브를 발표하면서 인기 디자이너가 되었으며 1935년 스키아파렐리 의상실을 개설하였다. 그녀의 디자인은 단순하고 자유분방하면서도 쇼킹핑크, 슬리핑 블루 등 역동적이고 대담한 컬러를 사용했다는 점이 특징이다. 트위드와 같은 거친 소재를 여성복에 처음으로 도입했으며 그 당시 다른 디자이너들과는 달리 합성 섬유나 채색된 플라스틱 지퍼 등을 의상에 사용했다. 1930년대 코코 샤넬(Coco Chanel)과 함께 파리 패션을 주도할 정도로 영향력이 대단했으며 당시 유행하던 자연적인 여성 체형을 무시하고, 어깨를 패드로 강조하여 가슴은 살리고 허리선을 자연스러운 위치로 회복시킨 클래식 라인을 창조했다. 그러나 2차 세계대전 이후 변화에 적응하지 못하고 패션계에서의 주도력도 상실하여 1954년 가게를 문닫게 되었다.

## 참고 문헌
- 앤드류 터커, 김은옥 옮김, 『패션의 유혹』, 예담, 2003.
- 김정해, 『패션이 사랑한 미술』, 아트북스, 2005.
- 막달레니쾨스터 외, 천미수 외 옮김, 『나는 미치도록 나에게 반한 누군가가 필요하다―여성예술가 8인의 삶과 자유』, 들녘, 2004.